# Anthony DeSando
Anthony DeSando, noto anche con lo pseudonimo di Anthony Joseph De Santis (Jersey City, 4 dicembre 1965), è un attore statunitense di origini italoamericane.

## Carriera
ha recitato spesso il ruolo del burlone e del cattivo in film di mafia, come New Jack City.
Fra le sue apparizioni sono da ricordare L.A. Law - Avvocati a Los Angeles, Crossing Jordan, NYPD - New York Police Department, Senza traccia, CSI: Miami e Sex and the City, Guida per riconoscere i tuoi santi, Federal Hill, A Day in Black and White, Beer League, Kiss Me e Scintille d'amore.
Nel 2016 è apparso nell'episodio 17 della sesta stagione di Blue Bloods, recitando il ruolo di Joey Ruscoli, cugino del detective Anthony Abetemarco, interpretato dall'attore Steve Schirripa, anche lui presente nel cast de I Soprano.
Ha prestato la voce a Reggie nel videogioco The Sopranos: Road to Respect.

## Vita privata
DeSando è sposato con l'attrice Bridgit Ryan.

## Filmografia

### Cinema
- L'isola dell'amore (Grand Isle), regia di Mary Lambert (1991)
- Giustizia a tutti i costi (Out for Justice), regia di John Flynn (1991)
- New Jack City, regia di Mario Van Peebles (1991)
- Un giorno da ricordare (Two Bits), regia di James Foley (1995)
- Party Girl, regia di Daisy von Scherler Mayer (1995)
- Baciami Guido (Kiss Me, Guido), regia di Tony Vitale (1997)
- Biglietti... d'amore (Just the Ticket), regia di Richard Wenk (1998)
- Cement - Fino all'ultimo colpo (Cement), regia di Adrian Pasdar (1999)
- A day in black and white, regia di Desmond Hall (1999)
- Plan B, regia di Greg Yaitanes (2001)
- Scintille d'amore (The Whole Shebang), regia di George Zaloom (2001)
- Ciao America, regia di Frank Ciota (2002)
- Gli occhi della vita (Hysterical Blindness), regia di Mira Nair (2002)
- Guida per riconoscere i tuoi santi (	A Guide to Recognizing Your Saints), regia di Dito Montiel (2006)
- Fighting, regia di Dito Montiel (2009)
- Freeheld - Amore, giustizia, uguaglianza (Freeheld), regia di Peter Sollett (2015)
- Money Monster - L'altra faccia del denaro (Money Monster), regia di Jodie Foster (2016)
- Mob Town, regia di Danny A. Abeckaser (2019)

### Televisione
- Donna d'onore (Vendetta: Secrets of a Mafia Bride) – miniserie TV (1990)
- Donna d'onore 2 (Vendetta II: Secrets of a Mafia Bride) – miniserie TV (1993)
- Sex and the City – serie TV, episodio 1x11 (1998)
- Evil – serie TV, 4 episodi (2021-2024)

## Doppiatori italiani
Nelle versioni in italiano delle opere in cui ha recitato, Anthony DeSando è stato doppiato da:
- Christian Iansante ne I Soprano, Guida per riconoscere i tuoi santi, Freeheld - Amore, giustizia, uguaglianza, Elementary
- Riccardo Rossi in Giustizia a tutti i costi
- Pasquale Anselmo in CSI: Miami
- Sergio Lucchetti in Person of Interest
- Raffaele Palmieri in Money Monster - L'altra faccia del denaro
- Fabrizio Picconi in The Good Fight
- Stefano Thermes in Blue Bloods
- Sandro Acerbo in Donna d'onore
- Fabrizio Russotto in Evil